# Ronald Pofalla

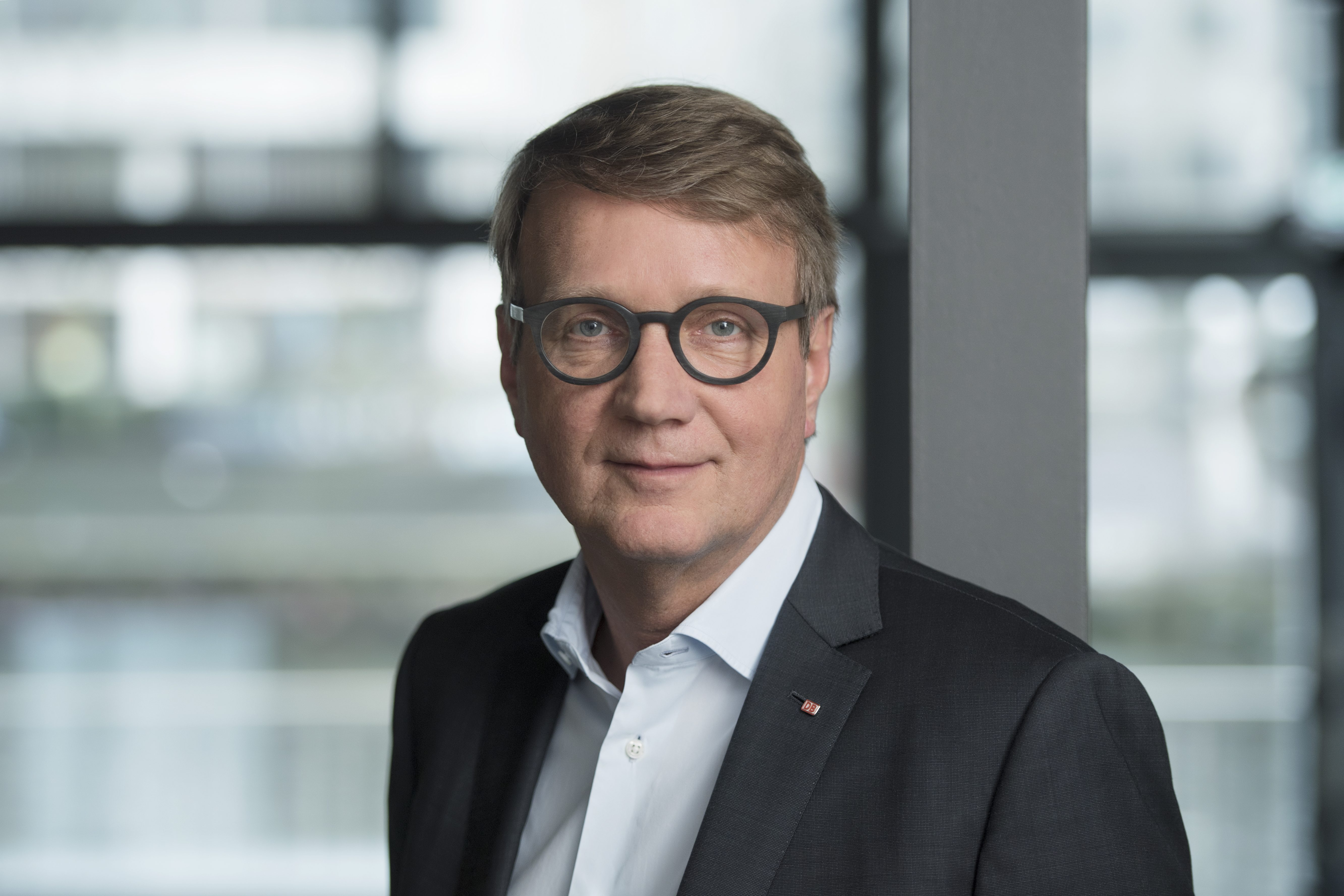
Ronald Pofalla (2018)

Ronald Pofalla (* 15. Mai 1959 in Weeze) ist ein deutscher Manager und ehemaliger Politiker (CDU). Er war von 1990 bis 2014 Mitglied des Deutschen Bundestages, stellvertretender Vorsitzender der CDU/CSU-Bundestagsfraktion sowie Generalsekretär der CDU. Vom 28. Oktober 2009 bis zum 17. Dezember 2013 war er im Kabinett Merkel II Bundesminister für besondere Aufgaben und Chef des Bundeskanzleramtes.
Er war vom 1. Januar 2015 bis 30. April 2022 Vorstand der Deutschen Bahn, ab 2017 zuständig für Infrastruktur.

## Leben

### Ausbildung
Pofalla wurde 1959 als Sohn einer Reinigungskraft und eines Feldarbeiters in Weeze geboren. Nach der Mittleren Reife 1975 an der Hauptschule Weeze besuchte Pofalla die Fachoberschule für Sozialpädagogik in Kleve, an der er 1977 die Fachhochschulreife erwarb. Danach studierte er Sozialpädagogik an der Fachhochschule Düsseldorf. 1981 beendete Pofalla zunächst sein Studium der Sozialpädagogik mit dem Diplom (FH), bevor er im Anschluss daran noch ein Studium der Rechtswissenschaften an der Universität zu Köln aufnahm, das er 1987 mit dem ersten Staatsexamen beendete. Nach dem Referendariat legte er 1991 auch das zweite Staatsexamen ab und ist seitdem als Rechtsanwalt zugelassen. Er arbeitete ab 1993, mittlerweile als Sozius, für die Anwaltskanzlei Holthoff-Pförtner in Essen.
Schon während seiner Studienzeit wurde Pofalla vom Unternehmer Bernhard Josef Schönmackers gefördert, der im Kreis Kleve Entsorgungs- und Umweltfirmen betreibt. Schönmackers wurde – nach eigenen Angaben – vom damaligen Gemeindedirektor Wienen „um eine Förderung bzw. Unterstützung des Studiums des Herrn Pofalla gebeten“. Pofalla wurde danach über mehrere Jahre mit 1200 bis 1300 DM monatlich unterstützt. „Sinn und Zweck unserer Zusammenarbeit war es grundsätzlich, Herrn Pofalla für sein Jurastudium eine gewisse finanzielle Basis zu geben“, allerdings auch „politische Kontakte“ zu knüpfen und Fragen des Miet- und Arbeitsrechts zu bearbeiten. Die weitere Zusammenarbeit mit Ronald Pofalla hat nach Angaben Schönmackers dann aber auch in „der politischen Unterstützung des Aufbaus und der Erweiterung unseres Betriebes“ bestanden.

### Parteilaufbahn
Pofalla ist seit 1975 Mitglied der CDU. Hier engagierte er sich zunächst in der Jungen Union, deren Landesvorsitzender in Nordrhein-Westfalen er von 1986 bis 1992 war. Von 1991 bis 2007 war er Vorsitzender des CDU-Kreisverbandes Kleve (seit November 2014 Ehrenvorsitzender) und von 2000 bis 2014 auch des CDU-Bezirksverbandes (seither Ehrenvorsitzender) Niederrhein. Pofalla gehört außerdem seit 1995 dem CDU-Landesvorstand in Nordrhein-Westfalen an.
Am 5. Dezember 2005 wurde er vom CDU-Bundesvorstand als CDU-Generalsekretär benannt und am 27. November 2006 vom 20. Bundesparteitag in Dresden mit 80,78 % der Stimmen offiziell gewählt. Sein Nachfolger wurde im Oktober 2009 Hermann Gröhe.

### Abgeordnetentätigkeit

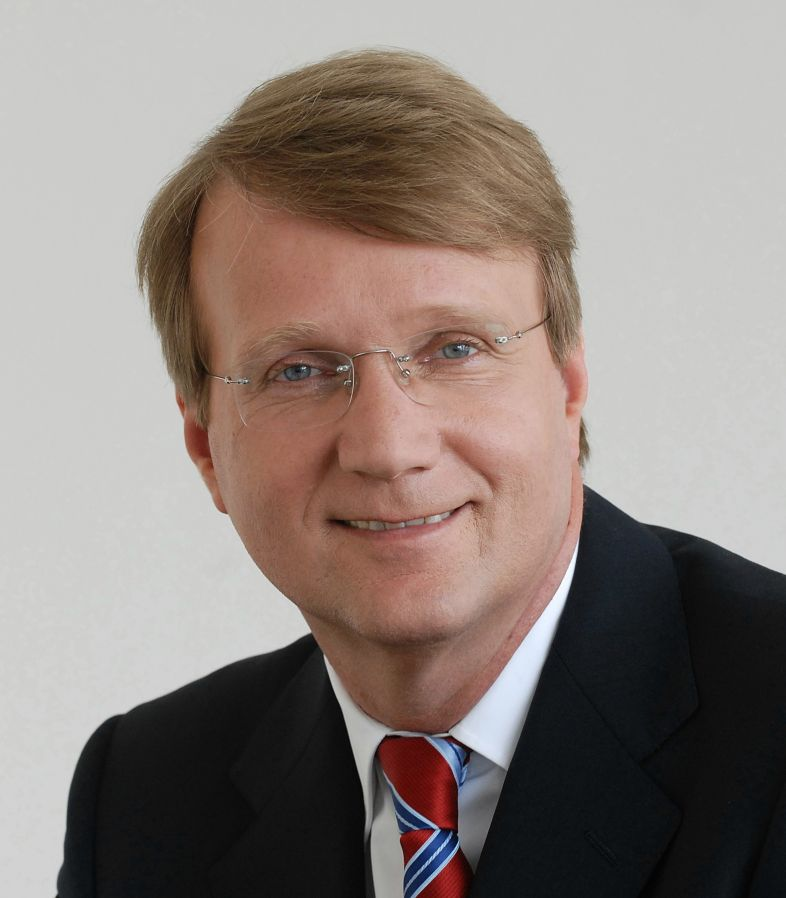
Ronald Pofalla (2007)

Pofalla gehörte dem Gemeinderat seines Geburtsortes Weeze an und war hier von 1979 bis 1992 Vorsitzender der CDU-Fraktion.
24 Jahre war er Mitglied des Deutschen Bundestages. Hier war er von 2002 bis 2004 Justiziar und von 2004 bis 2005 stellvertretender Vorsitzender der CDU/CSU-Bundestagsfraktion für die Bereiche Wirtschaft und Arbeit sowie Mittelstand. Ende 2014 gab er sein Bundestagsmandat auf, um in den Vorstand der dem Staat gehörenden Deutschen Bahn AG zu wechseln.
Pofalla ist 1990 über die Landesliste Nordrhein-Westfalen und seitdem stets als direkt gewählter Abgeordneter des Wahlkreises Kleve in den Bundestag eingezogen. Bei der Bundestagswahl 2013 erreichte er hier 50,9 % der Erststimmen (2009: 48,9 %).

### Öffentliche Ämter

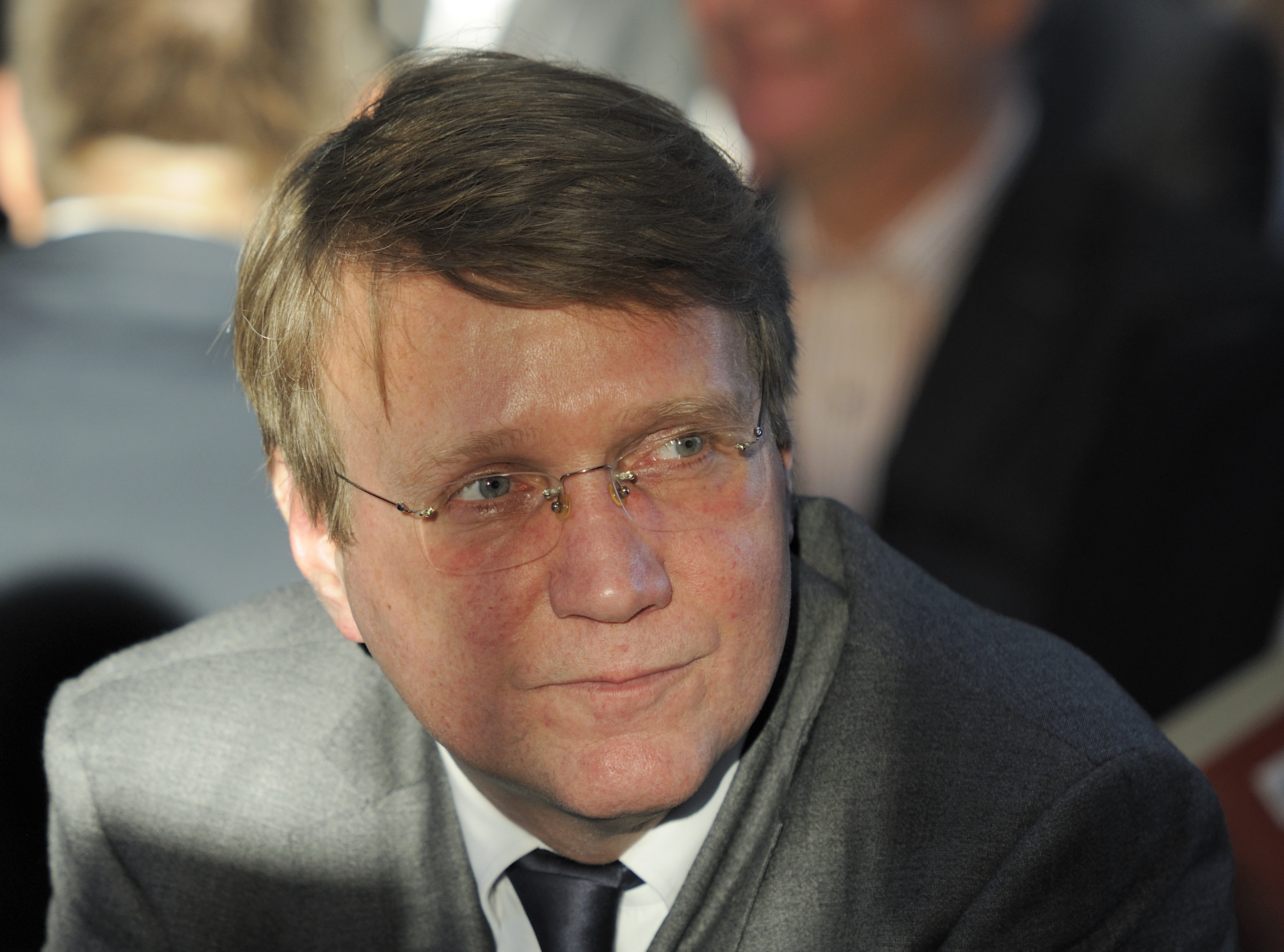
Ronald Pofalla (2013)

Vom 28. Oktober 2009 bis zum 17. Dezember 2013 bekleidete Pofalla das Amt des Chefs des Bundeskanzleramts, darüber hinaus war er Bundesminister für besondere Aufgaben im Kabinett Merkel II. Als Chef des Bundeskanzleramts war Pofalla auch Beauftragter der Bundesregierung für die Nachrichtendienste. Seine Funktion als Chef des Bundeskanzleramtes wurde in den Comedyformaten Schloss Koalitionsstein und Büro Pofalla im Rahmen der WDR-2-Radiosendung Zugabe karikiert.

### Berufliche Tätigkeit nach dem Ausscheiden aus der Politik
Pofalla war vom 1. Januar 2015 bis 30. April 2022 Vorstand der Deutschen Bahn, ab 2017 zuständig für Infrastruktur. Er beendete seine Tätigkeit Ende April 2022 auf eigenen Wunsch. Nach Unternehmensangaben wurde sein Vertrag auf seinen Wunsch hin nicht verlängert.
Im Mai 2022 nahm Pofalla eine neue Tätigkeit als Geschäftsführer des Immobilienunternehmens Gröner Group auf.

### Privates
Pofalla gehört der evangelischen Kirche an. Er ist zweifach geschieden. Um Vater zu werden, habe er nach der Bundestagswahl 2013 kein Ministerium übernommen. Seit dem 6. August 2016 ist er in dritter Ehe mit der Rechtsanwältin Nina Hebisch verheiratet. Das Paar ist seit 2019 Eltern eines Sohnes.
Pofalla hat zwei Geschwister.
Er engagiert sich unter anderem für eine Berliner Initiative für Straßenkinder und die Hochschule Rhein-Waal.

## Kontroversen

### Anschuldigungen und Hausdurchsuchung
Im Januar 2000 suchten Steuerfahnder den Bonner Oberstaatsanwalt Bernd König auf – der zu dieser Zeit das Verfahren gegen Altbundeskanzler Helmut Kohl wegen des Verdachts der Untreue vertrat – und erklärten, sie würden gegen einen Mitarbeiter des Abgeordneten Ronald Pofalla ermitteln. Zudem fragten sie König, ob weitere Ermittlungen das laufende Verfahren gegen Kohl beeinträchtigen würden. Die Verbindung zum Verfahren gegen Kohl ergab sich, da dieser von Anwalt Stephan Holthoff-Pförtner verteidigt wurde und Pofalla in dessen Kanzlei tätig ist und auch Kohls Mandat an Holthoff-Pförtner vermittelte. Würde die CDU in der darauf folgenden NRW-Landtagswahl 2000 gewinnen, wäre Pofalla zudem neuer NRW-Justizminister, da dieser vom CDU-Spitzenkandidaten Jürgen Rüttgers in sein Schattenkabinett berufen wurde. Rüttgers beschuldigte wiederum die Ermittler, die Untersuchungen hätten nur Kohls Anwälte und Pofalla diskreditieren sollen. Die Steuerfahndung ermittelte bereits 1996, da Pofalla im Jahr 1994 ein ungeklärter Betrag von 1,4 Millionen D-Mark zugeflossen sein soll, doch wurde auch dieser Fall geschlossen, da kein Anlass zu Ermittlungen vorlag. Im Rahmen anderer Ermittlungen gegen Holthoff-Pförtner, welche seit 1999 liefen, formulierten Finanzbeamte am 28. März 2000 eine weitere Anschuldigung, der zufolge Pofalla einen „ungeklärten Vermögenszuwachs“ in Höhe von 700.000 Mark für die Jahre 1993 bis 1997 aufzuweisen habe, und forderten zur Klärung eine Hausdurchsuchung in Pofallas Privathaus, bei seiner geschiedenen Frau, in seinem Bundestagsbüro und bei drei Banken. Die Staatsanwaltschaft Kleve bejahte einen Tatverdacht und informierte Bundestagspräsident Wolfgang Thierse am 17. April 2000 darüber, dass ein Ermittlungsverfahren wegen Steuerhinterziehung gegen Pofalla eingeleitet werden solle. Nach einstimmigem Beschluss des Immunitätsausschusses, Pofallas Immunität aufzuheben, wurden am 11. Mai 2000 insgesamt elf beantragte Hausdurchsuchungen und Beschlagnahmen durchgeführt. Diese erbrachten kein Ergebnis und NRW-Justizminister Jochen Dieckmann kritisierte hier einen Verstoß gegen den Grundsatz der Verhältnismäßigkeit. Das Verfahren gegen Pofalla wurde im August 2000 mangels Beweisen eingestellt. Bei der späteren Überprüfung der Vorgänge stellte das Landgericht Kleve fest, dass kein hinreichender Anfangsverdacht vorgelegen habe und das Ermittlungsverfahren wie auch die daraus resultierende Hausdurchsuchung rechtswidrig gewesen seien. Spätere Klagen Pofallas und der CDU-Bundestagsfraktion vor dem Bundesverfassungsgericht wurden jedoch vom Zweiten Senat als unzulässig verworfen. Die CDU-Landtagsfraktion hatte zunächst auch einen Untersuchungsausschuss gefordert, ließ entsprechende Planungen dann aber im Sande verlaufen.

### Verbale Entgleisungen
Pofalla wurden wiederholt ein hitziges Gemüt und eine unpassende Ausdrucksweise zugeschrieben. So geriet Pofalla bei einem Zusammentreffen der Generalsekretäre aller im Bundestag vertretenen Parteien im März 2009 mit FDP-Generalsekretär Dirk Niebel so heftig aneinander, dass sie sich nur noch angeschrien hätten. In der Auseinandersetzung um die Aussetzung der Wehrpflicht im Juni 2010 mit Verteidigungsminister Karl-Theodor zu Guttenberg soll Pofalla diesen als „Rumpelstilzchen“ verspottet haben. Im Anschluss an eine Sitzung der NRW-Landesgruppe vom 26. September 2011 griff Pofalla seinen Parteikollegen Wolfgang Bosbach verbal an, da dieser nicht der CDU-Parteilinie folgen wollte und dem erweiterten europäischen Rettungsschirm (EFSF) seine Zustimmung verweigerte. So soll Pofalla zu Bosbach gesagt haben: „Ich kann deine Fresse nicht mehr sehen“ und, nachdem Bosbach Pofalla auf die im Grundgesetz garantierte Entscheidungsfreiheit von Abgeordneten hingewiesen habe, erwidert: „Ich kann den Scheiß nicht mehr hören“. Pofalla sah sich daraufhin heftiger Kritik ausgesetzt, sowohl von Seiten der Medien als auch von Politikern aus den eigenen Reihen. Die damalige CDU-Abgeordnete Erika Steinbach bezeichnete Pofallas Äußerungen als „Mobbing“ und der FDP-Abgeordnete Erwin Lotter bezeichnete es als einen „Ausraster“, der das Klima in der schwarz-gelben Koalition vergifte. Nachdem Pofalla sich für seine Pöbeleien gegenüber Bosbach entschuldigt und erklärt hatte: „Ich ärgere mich selbst sehr über das, was vorgefallen ist, und es tut mir außerordentlich leid“, erklärte Bosbach den Streit für beendet.

### Überwachungs- und Spionageaffäre 2013

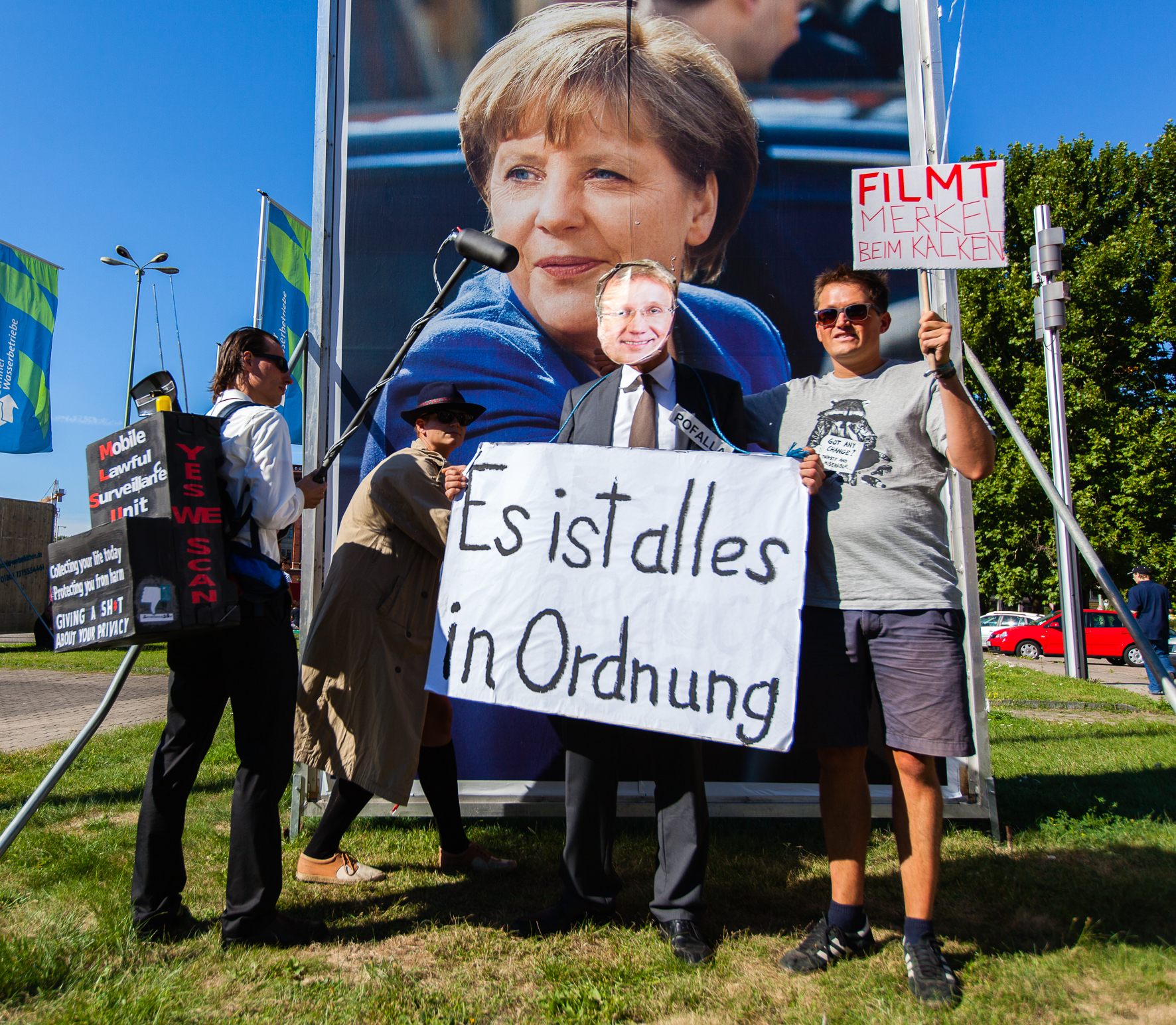
Demonstranten kritisieren die Rolle Pofallas in der Überwachungs- und Spionageaffäre („Freiheit statt Angst“ 2013 in Berlin)

Nach Bekanntwerden der Überwachungs- und Spionageaffäre 2013 wurden zunächst keinerlei Stellungnahmen Pofallas öffentlich, obwohl diese in den unmittelbaren Aufgabenbereich Pofallas als den für den Bundesnachrichtendienst und für die Geheimdienstkoordination zuständigen Chef des Bundeskanzleramts fiel. In einem Interview mit der Zeit verwies Angela Merkel explizit auf die Zuständigkeit Pofallas. Später erklärte er ungeachtet neuer Enthüllungen, dass alle gegen die beteiligten Geheimdienste erhobenen Vorwürfe „vom Tisch“ seien und es „keine millionenfache Grundrechtsverletzung“ in Deutschland gegeben habe. Vielmehr hätten ihm die beteiligten Geheimdienste schriftlich zugesichert, sich an deutsches Recht zu halten. Diese Äußerungen wurden vielfach mit Häme kommentiert und entwickelten sich zu einem Internet-Phänomen. Auch auf der Großdemonstration unter dem Titel „Freiheit statt Angst“ nahmen Demonstranten auf Plakaten vielfach Bezug auf die Aussagen Pofallas. Die Satiresendung Extra3 des NDR verlieh ihm für seine Rolle in der Überwachungs- und Spionageaffäre den Negativpreis „Silberner Hilfssheriff-Stern“, den er jedoch ausschlug. Während Pofalla noch im Juli 2013 die Weitergabe von Informationen über deutsche Staatsbürger an US-amerikanische Geheimdienste auf zwei Datensätze beziffert hatte, berichteten zwei Monate später mehrere Medien unter Berufung auf vertrauliche Dokumente von 864 durch den Verfassungsschutz an die USA übertragenen Datensätzen im Jahr 2012, weitere 657 Weitergaben erfolgten an britische Dienste.
Als im folgenden Oktober enthüllt wurde, dass auch ein Mobiltelefon der Bundeskanzlerin Merkel vom US-amerikanischen Geheimdienst NSA abgehört worden sein soll, äußerte Pofalla sich vor der Presse empört und sprach von einem „schweren Vertrauensbruch“ seitens der USA. Ebenso kündigte er an, alle bisherigen US-amerikanischen Aussagen zu den Überwachungsmaßnahmen neu zu prüfen.

### Wechsel zur Deutschen Bahn
Laut Presseberichten Anfang Januar 2014 soll Pofalla geplant haben, in den Vorstand der Deutschen Bahn zu wechseln. Wie später bekannt wurde, hatte Bahnchef Rüdiger Grube Pofalla noch während seiner Zeit als Kanzleramtsminister angesprochen. Er sei einer von mehreren Kandidaten für einen Posten gewesen, mit dem Grube von zeitaufwendigen Aufgaben der politischen Beziehungspflege entlastet werden sollte, die nach Grubes Angaben mehr als die Hälfte seiner Arbeitszeit ausmachten. Pofalla und Grube gelten als Freunde.
Der geplante Wechsel zur Deutschen Bahn rief breite Kritik hervor. Der Geschäftsführer von Transparency International Deutschland, Christian Humborg, forderte Pofalla auf, sein Bundestagsmandat zurückzugeben. Ulrich Kelber, parlamentarischer Staatssekretär im Bundesjustizministerium, kommentierte, es entstehe der Eindruck, Pofalla würde „gezielt gekauft“. Britta Haßelmann (Grüne) kritisierte den Vorgang, so er sich als richtig herausstelle, als „empörend“. Im Zusammenhang mit dem möglichen Wechsel Pofallas wurde über verpflichtende Karenzfristen für Politiker diskutiert. Noch 2005 hatte Pofalla selbst ein ähnliches Verhalten Gerhard Schröders stark kritisiert, der unmittelbar nach dem Ende seiner Amtszeit als Bundeskanzler einen Posten bei der Nord Stream AG angenommen hatte, und Verhaltensregeln gefordert, „um ähnliche Fälle in Zukunft zu verhindern“. Mit seinem Wechsel zur Deutschen Bahn hatte der Kreis Kleve keinen direkt gewählten Abgeordneten im Bundestag mehr. Die Eisenbahn- und Verkehrsgewerkschaft kritisierte ebenfalls den Wechsel.
Ende Januar 2014 kündigte Grube an, dem Aufsichtsrat Ende März 2014 ein Konzept für die zukünftige Struktur freiwerdender Vorstandsposten vorzulegen, ohne dass unmittelbar Personalentscheidungen getroffen werden sollen. Im Juni 2014 gab Grube bekannt, dass Pofalla zum 1. Januar 2015 zur Deutschen Bahn wechseln und spätestens 2017 in den Vorstand berufen werden sollte. Pofalla sollte etwa die Hälfte der 22 seinerzeit an Vorstandschef Rüdiger Grube berichtenden Konzernbereiche übernehmen. Neben der politischen Kontaktpflege sollte Pofalla als (unterhalb des Vorstands angesiedelter) Generalbevollmächtigter auch die Verantwortung für sämtliche Konzernbevollmächtigten der Bundesländer sowie die Bereiche Wirtschaft und Regulierung übernehmen. Er sollte ferner 2017 den Posten des dann ausscheidenden Bahnvorstands Gerd Becht übernehmen. Ab 1. Januar 2015 war er als Generalbevollmächtigter für politische und internationale Beziehungen bei der Deutschen Bahn in Berlin beschäftigt.
Pofalla sollte ferner weiterhin für nationale und internationale Beziehungen zuständig sein. Laut Aufsichtsratsangaben habe die Bundesregierung darauf gedrängt, den für 2017 geplanten Wechsel bereits vorzeitig zu vollziehen. Pofalla habe bei Merkel dafür gesorgt, dass Grubes Vertrag verlängert wird, im Gegenzug dazu habe Grube zugesichert, Pofalla als seinen Nachfolger aufzubauen. Seit August 2015 war Pofalla Vorstand Wirtschaft, Recht und Regulierung. Eine Reihe von Führungskräften seien unter Pofalla gegangen oder gegangen worden. Er galt um 2016 als wahrscheinlicher Nachfolger Grubes als Vorstandsvorsitzender ab 2019/2020 und als dessen Favorit.
Am 14. Dezember 2016 beschloss der DB-Aufsichtsrat, Pofalla mit Wirkung zum 1. Januar 2017 als Vorstand für Infrastruktur zu berufen. Zuvor wurden drei im Auftrag des Aufsichtsratsvorsitzenden durch Personalberatungen vorgeschlagene Kandidaten mit großer Praxiserfahrung im Personalausschuss des Gremiums vom Vertreter des Bundes aufgrund fehlenden „politischen Profils“ verworfen. In das Vorstandsressort sollten die Bereiche Wirtschaft, Politik, Konzernsicherheit, DB Sicherheit und internationale Geschäftsbeziehungen eingegliedert werden. Der Bereich Recht geht an Ulrich Weber über.

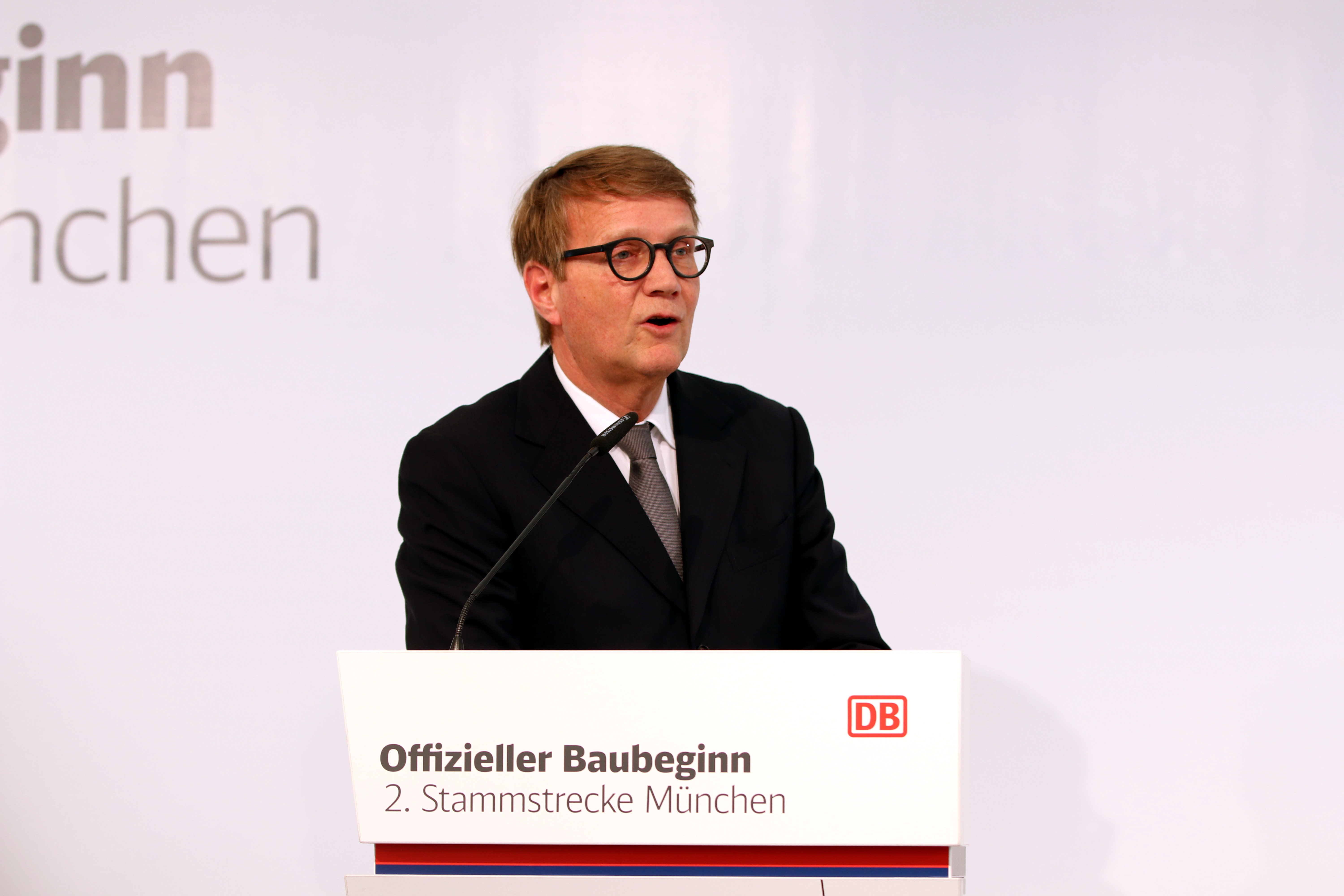
Pofalla (2017)

Pofalla setzte sich nach dem Rücktritt Grubes intensiv dafür ein, dessen Nachfolger zu werden. Sowohl Bundesverkehrsminister Alexander Dobrindt als auch die Eisenbahn- und Verkehrsgewerkschaft sowie die SPD hätten sich gegen ihn ausgesprochen. Auch Bundeskanzlerin Angela Merkel unterstützte ihn nicht. In einem vertraulichen Gespräch sicherten Kanzleramtsminister Peter Altmaier und Bundesverkehrsminister Alexander Dobrindt Pofalla gleichwohl zu, eine Lösung zu finden, mit der er leben könne. Unter anderem wurde damit die Berufung des Siemens-Managers Siegfried Russwurm auf den Vorstandsposten verhindert. Mit Beschluss des Aufsichtsrates vom 22. März 2017 erhielt Pofalla einen neuen Fünf-Jahres-Vertrag.
Pofalla galt als gut vorbereitet und habe seinen Bereich im Griff. Pofallas Einflussnahme in das 2016 erlassene Eisenbahnregulierungsgesetz war Gegenstand weitreichender Kritik. Unter anderem habe er gesagt: „Die Deutsche Bahn wird dem Gesetz so nicht zustimmen.“
Er sollte ab 1. April 2017 den Lenkungskreis zu Stuttgart 21 leiten. Die Übernahme der Zuständigkeit für S21 stieß auf Kritik, da er als Kanzleramtsminister Einfluss auf die Entscheidung des Aufsichtsrates zur Fortführung des Projekts genommen habe und als Vorstand nunmehr an einer Klage gegen die Projektpartner zur Beteiligung an Mehrkosten beteiligt sei.
Um die Pünktlichkeit von Zügen im Bahnfernverkehr zu gewährleisten, schlug Pofalla 2018 vor, dass Züge planmäßige Halte überspringen oder bei starker Verspätung auch vor dem Zielbahnhof umkehren sollten, damit der Zug in umgekehrter Richtung wieder pünktlich sei. Dieses als Pofalla-Wende bezeichnete vorzeitige Wenden wurde testweise auf der Strecke Berlin – Duisburg – Düsseldorf eingeführt. Datenanalysen des Informatikers David Kriesel legen nahe, dass das Verfahren auch auf anderen Verbindungen eingesetzt wird. Dabei ist jedoch unklar, ob und in welchem Ausmaß Ersatzzüge für die ausfallenden Halte bereitgestellt werden. Ob Halte einer Verbindung ausfallen wird in offiziellen Statistiken der Deutschen Bahn generell nicht erfasst.
Zum 30. April 2022 schied Pofalla auf eigenen Wunsch aus dem Vorstand aus. Er wolle sich zukünftig anderen Dingen widmen, unter anderem seiner Familie. Sein Nachfolger wurde zum 1. Juli 2022 Berthold Huber.
Zu Pofallas Erfolgen zählen wachsende Investitionen in das Schienennetz und Akzente bei der Digitalisierung. Beim Baustellen- und Kapazitätsmanagement habe er hingegen enttäuscht. Die Pünktlichkeit habe sich in der Zeit seines Wirkens nicht verbessert.

### Petersburger Dialog
Pofalla leitete von 2015 bis 2021 den Petersburger Dialog der Bundesregierung. Sein Vorgänger Lothar de Maizière war in die Kritik geraten, weil er die russische Perspektive zu deutlich unterstützt hatte. Pofalla wurde Ruprecht Polenz vorgezogen, der drastische Umgestaltungsmaßnahmen gefordert hatte, um die Tendenz und die Unternehmerlastigkeit des Dialogs auszubalancieren. Auch Matthias Platzeck schied nach seiner Positionierung in der Frage der Annexion der Krim 2014 als Nachfolgekandidat aus. Pofalla schien für einen konstruktiven Dialog mit Russland auch aufgrund seiner Osteuropaerfahrungen und Wirtschaftskontakte geeignet.

### Kohlekommission
Pofalla war von Juni 2018 bis zur Auflösung im Januar 2019 einer von vier Vorsitzenden der Kommission für Wachstum, Strukturwandel und Beschäftigung (Kohlekommission). Der Aufsichtsrat der Deutschen Bahn stimmte der Nebenbeschäftigung einstimmig zu. Pofalla habe dafür zusagen müssen, dass er in der Kommission weniger Verpflichtungen als seine dortigen Co-Vorsitzenden übernehme. In der Herbstsitzung des Aufsichtsrats müsse er ferner darlegen, dass der seine Aufgaben als DB-Vorstand vollumfänglich erfülle. Kritiker sahen in Pofallas Tätigkeit einen Interessenkonflikt, da die Deutsche Bahn von den Plänen der Kohlekommission durch lang laufende Bahnstromkraftwerke und günstige Preise profitiere.

### Informelles Treffen mit Vertretern Russlands
Im April 2025 traf sich Pofalla an der Seite von Ralf Stegner, Matthias Platzeck, Stephan Holthoff-Pförtner, Martin Hoffmann und Thomas Greminger mit Vertretern der russischen Staatsführung (darunter Wiktor Subkow und Waleri Fadejew) in Baku. Das Treffen im April 2025 war das Dritte seiner Art, nach Treffen im April und Oktober 2024. Die Geheimtreffen gelten als inoffizielle Fortsetzung des Petersburger Dialogs.